# 圣若望站
圣若望站（義大利語：San Giovanni）是義大利罗马地铁A线的一个地下车站，1980年启用，位于Via Appia Nuova起点的 Piazzale Appio, 得名于拉特朗圣若望大殿。
随着2007年始建的地铁C线完工，该站于2018年5月12日成为换乘站。

## 附近
- 拉特朗宫
- 拉特朗圣若望大殿
- 耶路撒冷圣十字圣殿
- 圣若望门
- 亚西那里亚门